# Jagdstaffel 81
La Jagdstaffel 81 (in tedesco: Königlich Preußische Jagdstaffel Nr 81, abbreviato in Jasta 81) era una squadriglia (staffel) da caccia della componente aerea del Deutsches Heer, l'esercito dell'Impero tedesco, durante la prima guerra mondiale (1914-1918).

## Storia
La Jagdstaffel 81 prende origine dalla riorganizzazione, avvenuta il 30 maggio 1918, della Jagdflieger Ober-Ost, pensata per operare sul fronte orientale e fondata nel 16 giugno 1917 a Brest-Litovsk. Da questo momento la squadriglia viene spostata sul fronte occidentale a supporto della 7ª Armata operante in Francia. Il 27 giugno 1918 fu inserita nel Jagdgruppe 4 e alla fine di luglio nel Jagdgruppe 5. Alla fine di settembre del 1918, la Jasta viene assegnata a 3ª Armata.
Wilhelm Pritsch fu l'ultimo Staffelführer (comandante) della Jagdstaffel 81 dal 9 settembre 1918 fino alla fine della guerra.
Alla fine della prima guerra mondiale alla Jagdstaffel 81 vennero accreditate 35 vittorie aeree. Di contro, la Jasta 81 perse 5 piloti, 3 morirono in incidente aereo, 3 furono feriti in azione, 1 ferito in incidente aereo oltre a 3 piloti presi come prigionieri di guerra.

## Lista dei comandanti della Jagdstaffel 81
Di seguito vengono riportati i nomi dei piloti che si succedettero al comando della Jagdstaffel 81.
| Grado    | Nome            | Periodo                             |
| -------- | --------------- | ----------------------------------- |
|          | Josef Wulf      |                                     |
| Leutnant | Herbert Knappe  | 7 aprile 1918 - 25 agosto 1918      |
| Leutnant | Fritz Höhn      | 25 agosto 1918 - 9 settembre 1918   |
|          | Wilhelm Pritsch | 9 settembre 1918 - 11 novembre 1918 |

## Lista delle basi utilizzate dalla Jagdstaffel 81
- Boncourt, Francia
- Moislains, Francia
- Séranvillers, Francia: agosto 1918
- Leffincourt, Francia: fine settembre 1918
- Saint-Gerard-Maison: 26 ottobre 1918 - novembre 1918

## Lista degli aerei utilizzati dalla Jagdstaffel 81
- LFG Roland D.II